# Il ritorno d'Ulisse
Il ritorno d'Ulisse (Die Heimkehr des Odysseus) è un film muto del 1922 diretto da Max Obal.

## Produzione
Il film fu prodotto dalla Phoebus-Film AG (Berlin).

## Distribuzione
In Germania, il film uscì nel 1922.